# Hermann Reineke
Hermann Reineke (* 28. November 1888 in Bremen; † nach 1968) war ein deutscher Bauingenieur und Hochschullehrer.

## Leben und Wirken
Er war der Sohn von Wilhelm Reineke und ging nach dem Besuch des Gymnasiums in Bremen zunächst freiwillig von 1908 bis 1914 zum Militär. Er studierte dann an den Technischen Hochschulen Hannover und Darmstadt mit dem Abschluss als Diplom-Ingenieur und promovierte 1919/21 an der Technischen Hochschule Hannover zum Dr.-Ing. 1952 wurde er Mitarbeiter und Leiter des Instituts für Wasserwirtschaft in Berlin. 1955 erhielt er eine Professur mit vollem Lehrauftrag für Wasserwirtschaft und Verkehrsbau an der Hochschule für Architektur und Bauwesen in Weimar. Dort wurde er 1958 emeritiert. Er zog nach Farnroda bei Wutha, wo er seinen Lebensabend verbrachte. Er war u. a. Mitglied der Internationalen Geographischen Union und erwarb sich bleibende Verdienste u. a. um den technischen Küstenschutz entlang der Ostsee zwischen Travemünde und Swinemünde und wasserwirtschaftliche Bauten in der DDR.

## Schriften (Auswahl)
- Die Berechnung der Tidewelte im Tideflusse. Hannover 1919.
- Die Berechnung der Tidewelte im Tideflusse. In: Jahrbuch für die Gewässerkunde Norddeutschlands. Besondere Mitteilungen. Bd. 3, Nr. 4, Berlin 1921.
- Die Konzeption des technischen Küstenschutzes an der Ostsee zwischen Trave und Swine. In: Wissensch. Zeitschrift der Hochschule für Architektur und Bauwesen, Weimar, 1966, H. 4.

## Ehrungen
- Eisernes Kreuz 1914/16
- Ehrensenator des Instituts für Wasserwirtschaft